# La cançó de les balances
La cançó de les balances és una cançó de Josep Maria Carandell de l'any 1968 interpretada per Ovidi Montllor i inclosa a l'àlbum La fera ferotge Discophon-Discmedi.
És una de les més populars cançons del cantautor d'Alcoi, ja que s'aprèn en moltes escoles i es fa servir per a certàmens poètics. En aquesta cançó, d'una manera marcadament reivindicativa, es parla de la figura d'un rei que era un tirà. Segurament en aquesta cançó Josep Maria Carandell aprofitava per fer una crítica del dictador. Com la resta de cançons del disc van dedicades a fer crítica social com els autors de la Nova Cançó.